# David Petrović
David Petrović (in serbo Давид Петровић?; Čačak, 14 marzo 2003) è un calciatore serbo, difensore dello Sharjah.

## Carriera

### Club
Cresciuto nel settore giovanile della Stella Rossa, nel 2019 viene girato in prestito al Grafičar Belgrado, che inizialmente lo aggrega nelle proprie giovanili, per poi esordire in prima squadra il 26 ottobre 2020 nell'incontro di Prva Liga Srbija contro il Budućnost Dobanovci. In due stagioni e mezza totalizza 50 presenze (play-off inclusi) in campionato.
Nell'estate del 2023 si trasferisce al Radnički Niš nella Superliga serba. Conclude la stagione con 33 presenze e una rete in campionato.
Il 1º agosto 2024, dopo aver giocato altre due partite in campionato con il Radnički Niš, firma un contratto biennale con lo Sharjah, squadra della prima divisione degli Emirati Arabi Uniti.

### Nazionale
Nel novembre del 2023 è stato convocato per la prima volta dalla nazionale Under-21 serba per alcune partite delle qualificazioni al campionato europeo di calcio Under-21 2025.

## Statistiche
Statistiche aggiornate al 20 settembre 2024.

### Presenze e reti nei club
| Stagione        | Squadra           | Campionato      | Campionato | Campionato | Coppe nazionali | Coppe nazionali | Coppe nazionali | Coppe continentali | Coppe continentali | Coppe continentali | Altre coppe | Altre coppe | Altre coppe | Totale | Totale | Totale |
| Stagione        | Squadra           | Comp            | Pres       | Reti       | Comp            | Pres            | Reti            | Comp               | Pres               | Reti               | Comp        | Pres        | Reti        | Pres   | Reti   |        |
| --------------- | ----------------- | --------------- | ---------- | ---------- | --------------- | --------------- | --------------- | ------------------ | ------------------ | ------------------ | ----------- | ----------- | ----------- | ------ | ------ | ------ |
| 2020-2021       | Grafičar Belgrado | 1L              | 1          | 0          | CS              | 1               | 0               |                    | -                  | -                  |             | -           | -           | 2      | 0      |        |
| 2021-2022       | Grafičar Belgrado | 1L              | 22         | 0          | CS              | 0               | 0               |                    | -                  | -                  |             | -           | -           | 22     | 0      |        |
| 2022-2023       | Grafičar Belgrado | 1L              | 25+2       | 0+0        | CS              | 1               | 0               |                    | -                  | -                  |             | -           | -           | 28     | 2      |        |
| Totale Graficar | Totale Graficar   | Totale Graficar | 48+2       | 0          |                 | 2               | 0               |                    | -                  | -                  |             | -           | -           | 52     | 0      |        |
| 2023-2024       | Radnički Niš      | SL              | 31         | 1          | CS              | 2               | 0               |                    | -                  | -                  |             | -           | -           | 33     | 1      |        |
| lug.-ago. 2024  | Radnički Niš      | SL              | 2          | 0          | CS              | 0               | 0               |                    | -                  | -                  |             | -           | -           | 2      | 0      |        |
| Totale Radnicki | Totale Radnicki   | Totale Radnicki | 33         | 1          |                 | 2               | 0               |                    | -                  | -                  |             | -           | -           | 35     | 1      |        |
| 2024-2025       | Sharjah           | PL              | 2          | 0          | CEAU+CdL        | 0+2             | 0+0             | ACL2               | 1                  | 0                  |             | -           | -           | 5      | 0      |        |
| Totale carriera | Totale carriera   | Totale carriera | 83+2       | 1          |                 | 6               | 0               |                    | 1                  | 0                  |             | -           | -           | 92     | 1      |        |

## Palmarès

### Club

#### Competizioni internazionali
- AFC Champions League Two: 1

Sharjah: 2024-2025